# Sonic Rush Adventure
Sonic Rush Adventure est un jeu vidéo de plates-formes et d'action sorti en septembre 2007 sur Nintendo DS. Le jeu a été développé par Dimps et Sonic Team, et édité par Sega.
Il fait partie de la série Sonic, et fait suite à Sonic Rush, sorti en novembre 2005.

## Système de jeu
Sonic Rush Adventure est un jeu d'action et de plates-formes dans la veine de Sonic Rush. Comme dans ce titre, le joueur peut jouer Sonic et Blaze the Cat, qui doivent collecter des émeraudes du chaos et leur contrepartie dans une autre dimension, les Sol Emeralds, ainsi que combattre une bande de robots pirates. Comme dans le précédent épisode, Sonic et Blaze peut attaquer en sautant ou en se mettant en boule, peuvent avoir un boost de vitesse en vidant une jauge de tension (qui se remplit en faisant des figures aériennes ou en détruisant des robots ennemis), collecter des anneaux (qui font office de santé) et des bonus comme des boucliers élémentaires ou l'invicibilité. Le jeu se découpe en 7 niveaux composés de 3 parties : deux niveaux normaux et un combat de boss.

## Accueil
- Jeuxvideo.com : 16/20[5]